# Les Esseintes
Les Esseintes (Las Essentas en gascon) est une commune du Sud-Ouest de la France, située dans le département de la Gironde, en région Nouvelle-Aquitaine.

## Géographie

### Localisation
Arrosée par le Dropt qui délimite le territoire communal au nord-ouest, la commune se trouve, dans l'est de l'Entre-deux-Mers, à 62 km au sud-est de Bordeaux, chef-lieu du département, à 18 km à l'est-nord-est de Langon, chef-lieu d'arrondissement et à 4,5 km au sud-ouest de La Réole, ancien chef-lieu de canton. Elle fait partie de l'aire d'attraction de La Réole.

### Communes limitrophes
Les communes limitrophes en sont Bagas au nord-est, La Réole au sud-est, Gironde-sur-Dropt au sud-ouest, Morizès à l'ouest et Camiran au nord-ouest.
| Camiran           |           | Bagas    |
| Morizès           | Esseintes |          |
| Gironde-sur-Dropt |           | La Réole |

### Climat
Pour des articles plus généraux, voir Climat de la Nouvelle-Aquitaine et Climat de la Gironde.
Historiquement, la commune est exposée à un climat océanique aquitain.  
En 2020, Météo-France publie une typologie des climats de la France métropolitaine dans laquelle la commune est exposée à un climat océanique et est dans la région climatique  Aquitaine, Gascogne, caractérisée par une pluviométrie abondante au printemps, modérée en automne, un faible ensoleillement au printemps, un été chaud (19,5 °C), des vents faibles, des brouillards fréquents en automne et en hiver et des orages fréquents en été (15 à 20 jours).
Pour la période 1971-2000, la température annuelle moyenne est de 13 °C, avec une amplitude thermique annuelle de 15 °C. Le cumul annuel moyen de précipitations est de 824 mm, avec 11,3 jours de précipitations en janvier et 6,6 jours en juillet. Pour la période 1991-2020, la température moyenne annuelle observée sur la station météorologique la plus proche, située sur la commune de Saint-Sulpice-de-Pommiers à 8 km à vol d'oiseau, est de 13,8 °C et le cumul annuel moyen de précipitations est de 764,8 mm,. Pour l'avenir, les paramètres climatiques de la commune estimés pour 2050 selon différents scénarios d’émission de gaz à effet de serre sont consultables sur un site dédié publié par Météo-France en novembre 2022.

## Urbanisme

### Typologie
Au 1er janvier 2024, Les Esseintes est catégorisée commune rurale à habitat dispersé, selon la nouvelle grille communale de densité à sept niveaux définie par l'Insee en 2022.
Elle est située hors unité urbaine. Par ailleurs la commune fait partie de l'aire d'attraction de La Réole, dont elle est une commune de la couronne,. Cette aire, qui regroupe 20 communes, est catégorisée dans les aires de moins de 50 000 habitants,.

### Occupation des sols

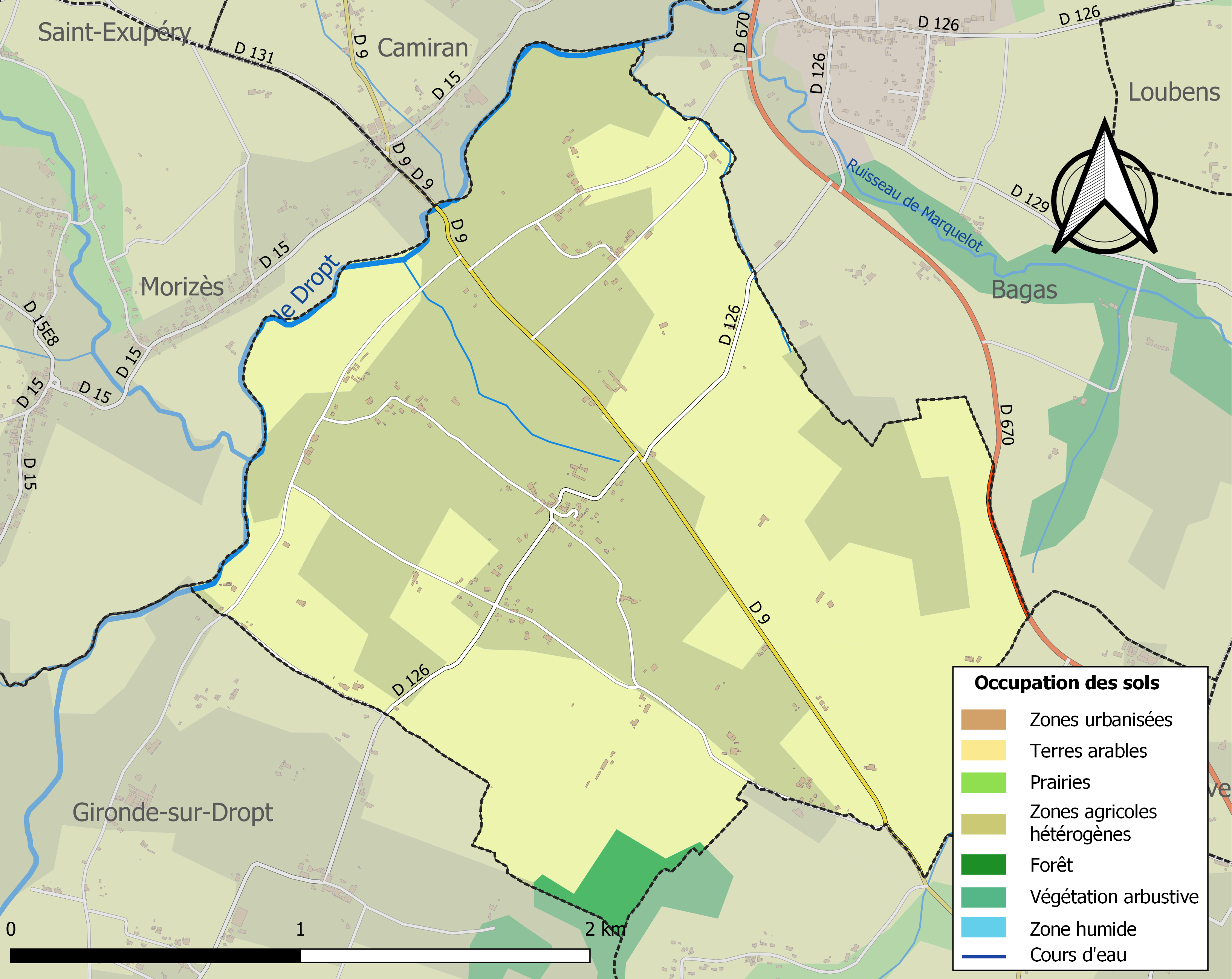
Carte des infrastructures et de l'occupation des sols de la commune en 2018 (CLC).

L'occupation des sols de la commune, telle qu'elle ressort de la base de données européenne d’occupation biophysique des sols Corine Land Cover (CLC), est marquée par l'importance des territoires agricoles (98,7 % en 2018), une proportion identique à celle de 1990 (98,7 %). La répartition détaillée en 2018 est la suivante : 
zones agricoles hétérogènes (45,3 %), cultures permanentes (38,6 %), terres arables (14,7 %), forêts (1,3 %). L'évolution de l’occupation des sols de la commune et de ses infrastructures peut être observée sur les différentes représentations cartographiques du territoire : la carte de Cassini (XVIIIe siècle), la carte d'état-major (1820-1866) et les cartes ou photos aériennes de l'IGN pour la période actuelle (1950 à aujourd'hui).

### Voies de communication et transports
Le bourg est traversé par la route départementale D 126 qui relie Gironde-sur-Dropt au sud-ouest à Bagas au nord-est. En dehors du bourg proprement dit, la commune est traversée par la route départementale D 9 qui relie La Réole au sud-ouest à Saint-Sulpice-de-Pommiers au nord-est, à proximité de Sauveterre-de-Guyenne.
L'autoroute la plus proche est l'autoroute A62 dont l'accès no 4, dit de La Réole, est distant de 13 km par la route vers le sud-sud-est.

L'accès no 1, dit de Bazas, à l'autoroute A65 (Langon-Pau) se situe à 30 km vers le sud.
La gare SNCF la plus proche est celle, distante de 5 km par la route vers le sud-est, de La Réole sur la ligne Bordeaux-Sète du TER Nouvelle-Aquitaine.

### Risques majeurs
Le territoire de la commune des Esseintes est vulnérable à différents aléas naturels : météorologiques (tempête, orage, neige, grand froid, canicule ou sécheresse), inondations et séisme (sismicité très faible). Un site publié par le BRGM permet d'évaluer simplement et rapidement les risques d'un bien localisé soit par son adresse soit par le numéro de sa parcelle.
Certaines parties du territoire communal sont susceptibles d’être affectées par le risque d’inondation par débordement de cours d'eau, notamment le Dropt. La commune a été reconnue en état de catastrophe naturelle au titre des dommages causés par les inondations et coulées de boue survenues en 1982, 1988, 1999 et 2009,.

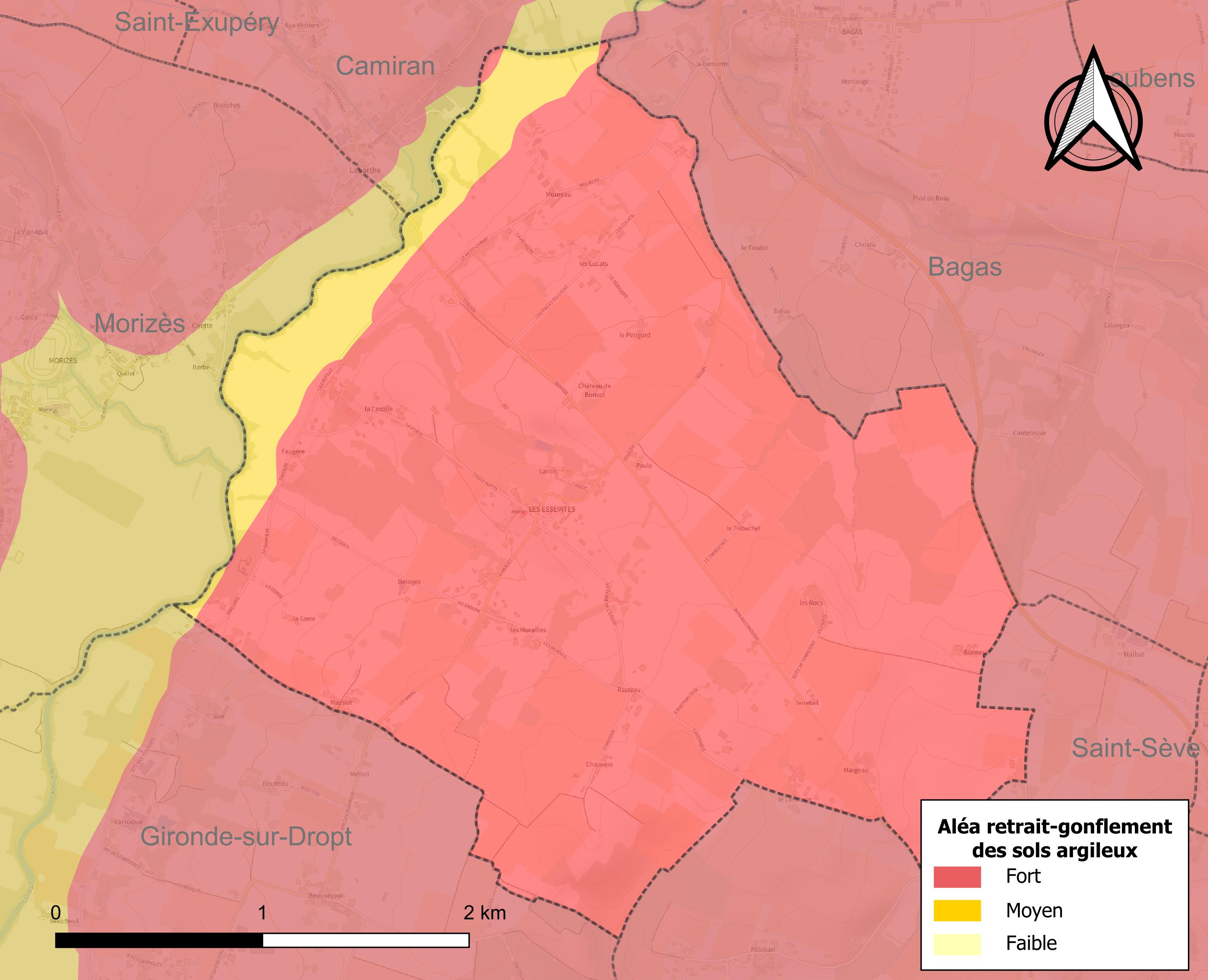
Carte des zones d'aléa retrait-gonflement des sols argileux des Esseintes.

Le retrait-gonflement des sols argileux est susceptible d'engendrer des dommages importants aux bâtiments en cas d’alternance de périodes de sécheresse et de pluie. La totalité de la commune est en aléa moyen ou fort (67,4 % au niveau départemental et 48,5 % au niveau national). Sur les 119 bâtiments dénombrés sur la commune en 2019, 119 sont en aléa moyen ou fort, soit 100 %, à comparer aux 84 % au niveau départemental et 54 % au niveau national. Une cartographie de l'exposition du territoire national au retrait gonflement des sols argileux est disponible sur le site du BRGM,.
Par ailleurs, afin de mieux appréhender le risque d’affaissement de terrain, l'inventaire national des cavités souterraines permet de localiser celles situées sur la commune.
Concernant les mouvements de terrains, la commune a été reconnue en état de catastrophe naturelle au titre des dommages causés par des mouvements de terrain en 1999.

## Histoire
À la Révolution, la paroisse Saint-Pierre des Esseintes forme la commune des Esseintes.

## Politique et administration
| Période                                  | Période   | Identité                     | Étiquette | Qualité   |
| ---------------------------------------- | --------- | ---------------------------- | --------- | --------- |
| c. 1850                                  |           | Jean Baptiste Gabriel Ezemar |           |           |
| mars 1977                                | 1983      | Ivan Lacaze                  | SE        |           |
| mars 1983                                | 1995      | André Darcos                 | SE        |           |
| juin 1995                                | mars 2008 | Yannick Descos               | SE        |           |
| mars 2008                                | mars 2014 | Xavier Capdeville            | SE        |           |
| mars 2014                                | En cours  | Marie-Françoise Mauriac      |           | Retraitée |
| Les données manquantes sont à compléter. |           |                              |           |           |

### Communauté de communes
Le 1er janvier 2014, la communauté de communes du Réolais ayant été supprimée, la commune des Esseintes s'est retrouvée intégrée à la communauté de communes du Réolais en Sud Gironde siégeant à La Réole.

## Démographie
Les habitants sont appelés les Esseintais.
L'évolution du nombre d'habitants est connue à travers les recensements de la population effectués dans la commune depuis 1793. Pour les communes de moins de 10 000 habitants, une enquête de recensement portant sur toute la population est réalisée tous les cinq ans, les populations de référence des années intermédiaires étant quant à elles estimées par interpolation ou extrapolation. Pour la commune, le premier recensement exhaustif entrant dans le cadre du nouveau dispositif a été réalisé en 2005.

En 2022, la commune comptait 245 habitants, en évolution de +3,38 % par rapport à 2016 (Gironde : +6,91 %, France hors Mayotte : +2,11 %).
| 1793 | 1800 | 1806 | 1821 | 1831 | 1836 | 1841 | 1846 | 1851 |
| ---- | ---- | ---- | ---- | ---- | ---- | ---- | ---- | ---- |
| 365  | 260  | 281  | 279  | 269  | 273  | 273  | 321  | 339  |

| 1856 | 1861 | 1866 | 1872 | 1876 | 1881 | 1886 | 1891 | 1896 |
| ---- | ---- | ---- | ---- | ---- | ---- | ---- | ---- | ---- |
| 295  | 286  | 329  | 317  | 308  | 313  | 282  | 278  | 286  |

| 1901 | 1906 | 1911 | 1921 | 1926 | 1931 | 1936 | 1946 | 1954 |
| ---- | ---- | ---- | ---- | ---- | ---- | ---- | ---- | ---- |
| 280  | 272  | 263  | 252  | 250  | 280  | 263  | 258  | 220  |

| 1962 | 1968 | 1975 | 1982 | 1990 | 1999 | 2005 | 2006 | 2010 |
| ---- | ---- | ---- | ---- | ---- | ---- | ---- | ---- | ---- |
| 227  | 234  | 201  | 174  | 194  | 218  | 260  | 276  | 269  |

| 2015 | 2020 | 2022 | - | - | - | - | - | - |
| ---- | ---- | ---- | - | - | - | - | - | - |
| 240  | 241  | 245  | - | - | - | - | - | - |

## Lieux et monuments
- Deux demeures appartenant à des personnes privées, construites au XVIIIe siècle sont inscrites à l'inventaire des monuments historiques pour leurs décors et papiers peints, l'une, la maison du domaine de Bonsol depuis 2009[25], l'autre, la maison Ézemar depuis 2005[26].
- Musée agricole : dans cette ancienne ferme restaurée, la ferme Deloges, le propriétaire vous raconte le travail de l’agriculteur au temps de ses parents et grands-parents[27].

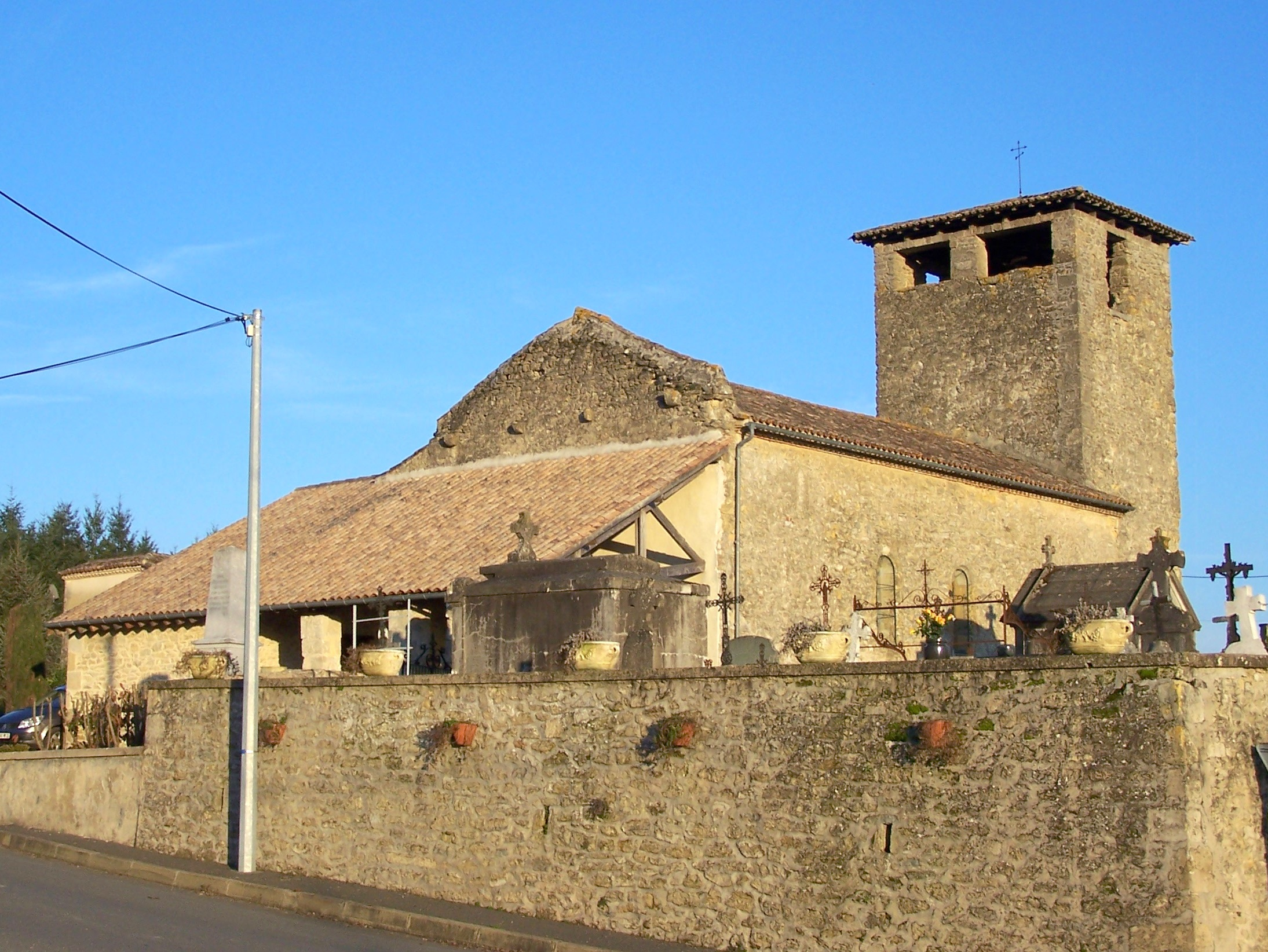
L'église Saint-Eutrope (fév. 2010)
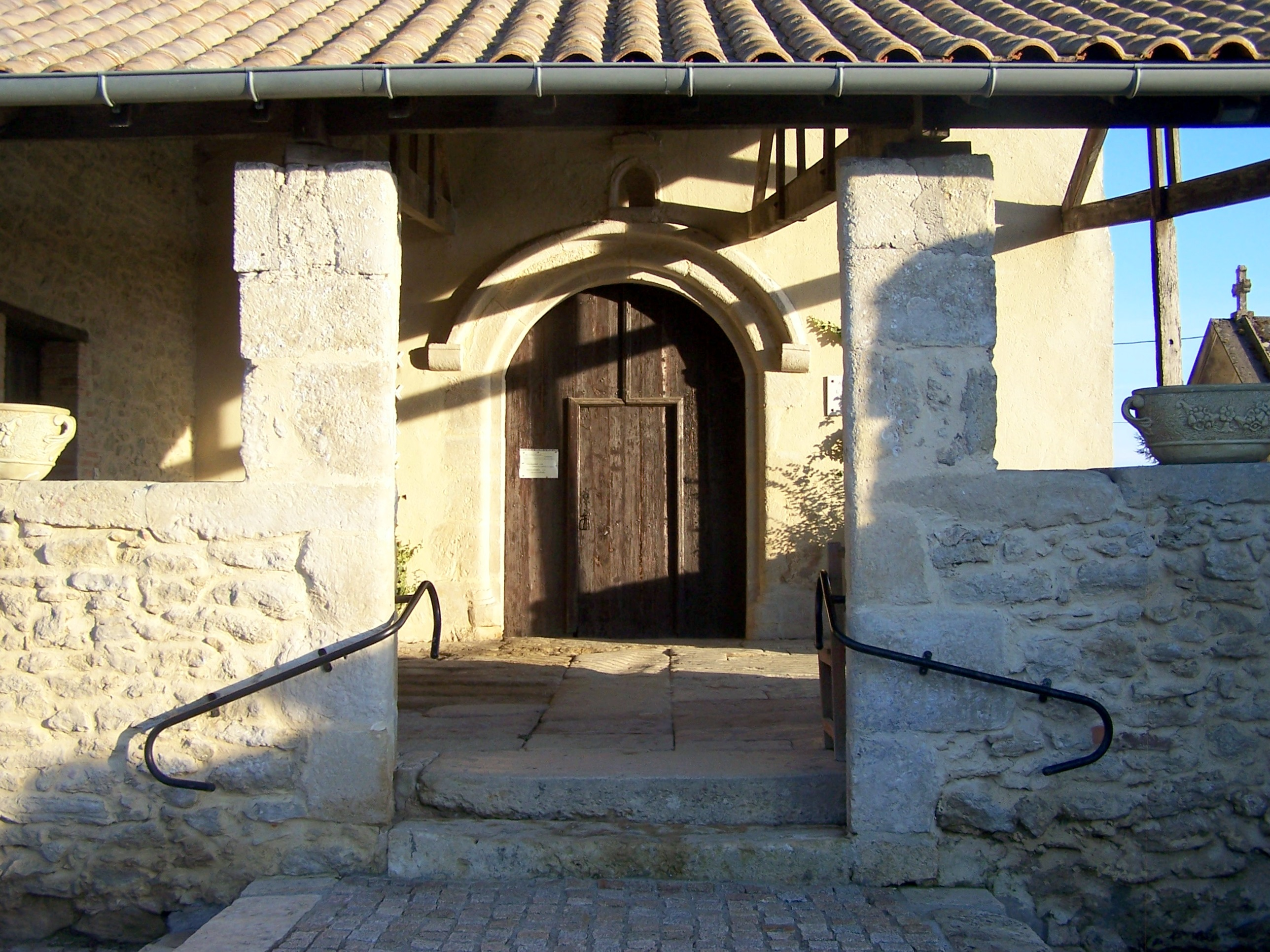
Le portail de l'église et son auvent (fév. 2010)
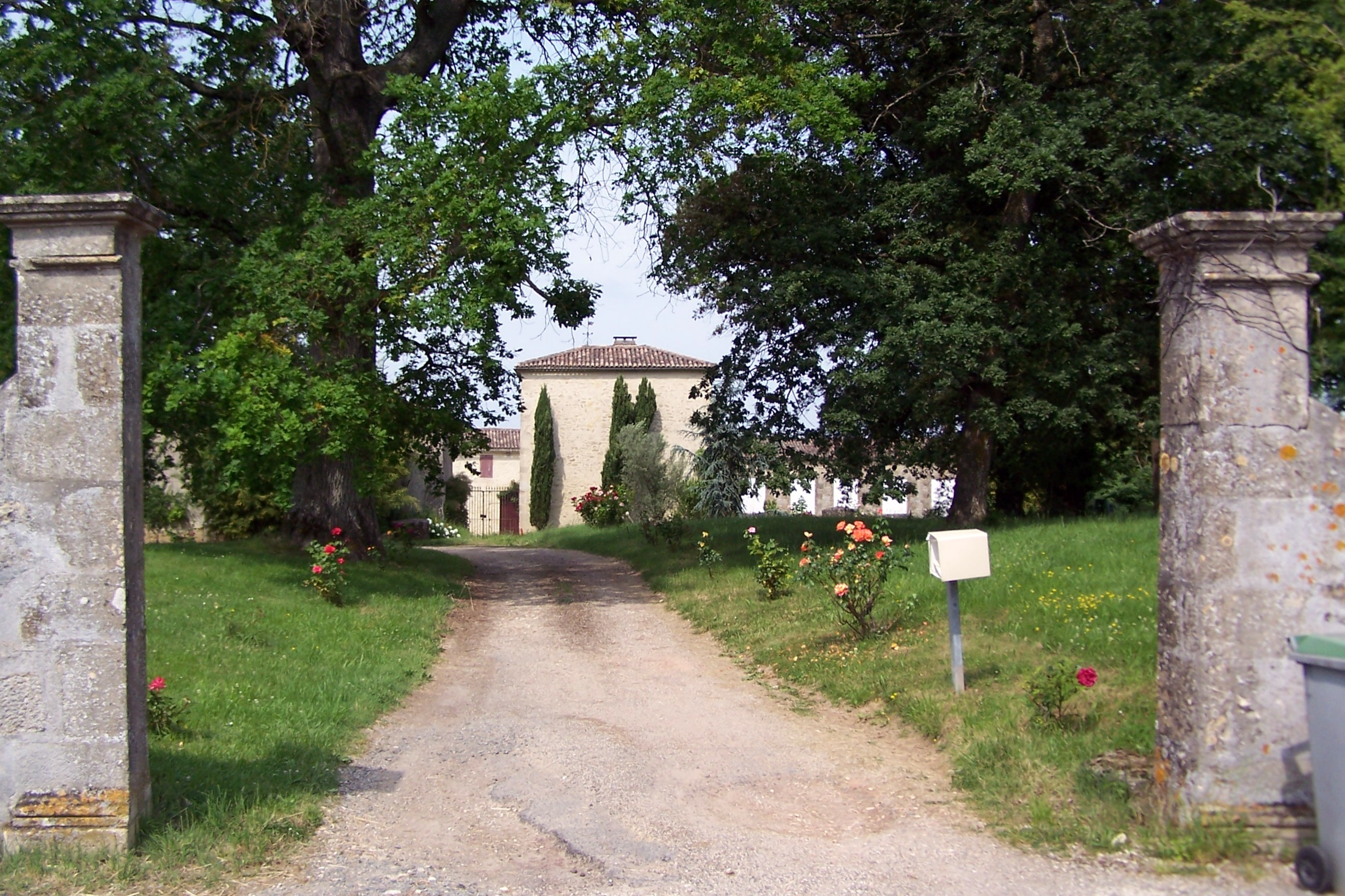
La maison du domaine de Bonsol (mai 2012)
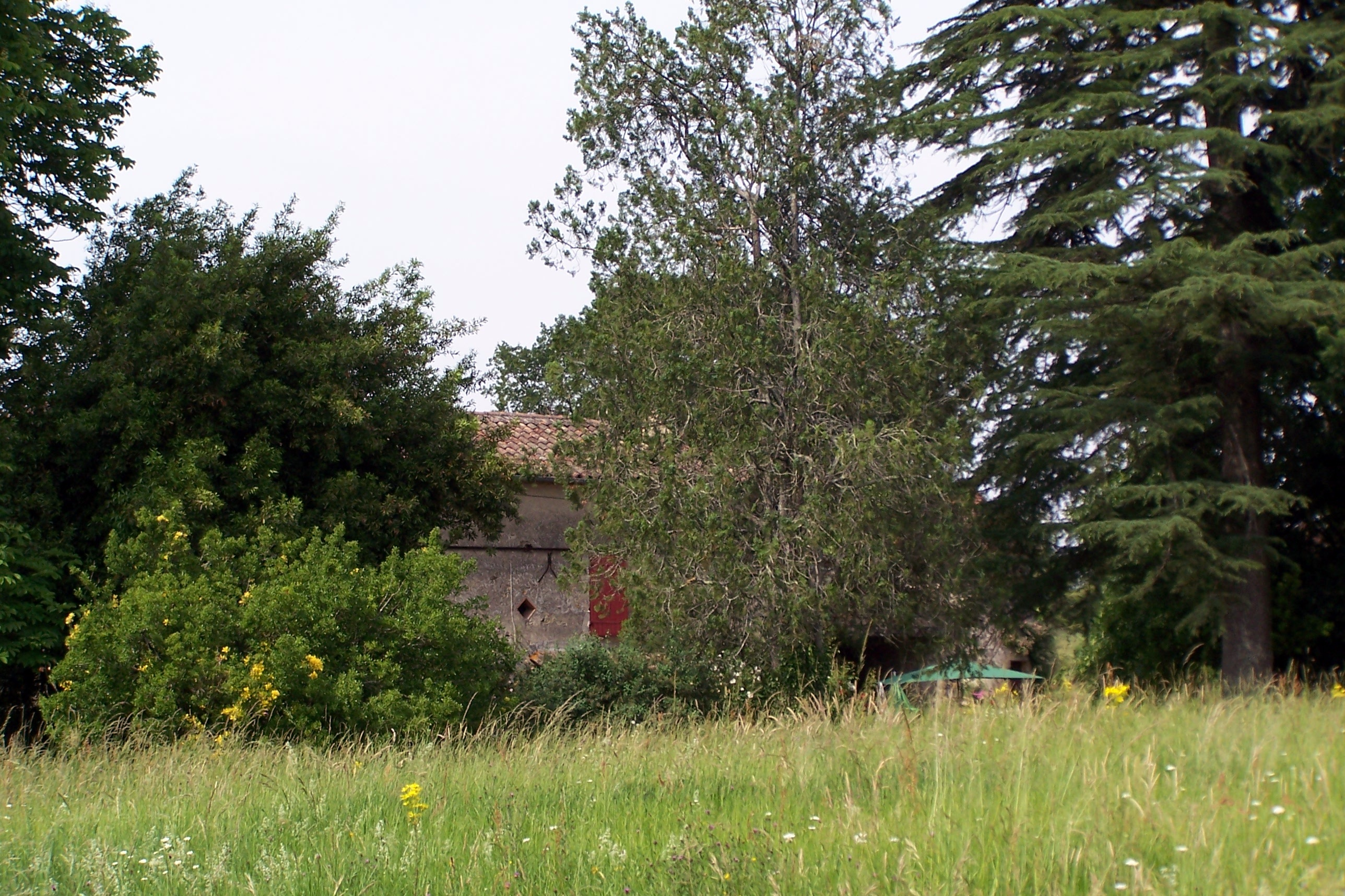
La maison Ézemar (mai 2012)
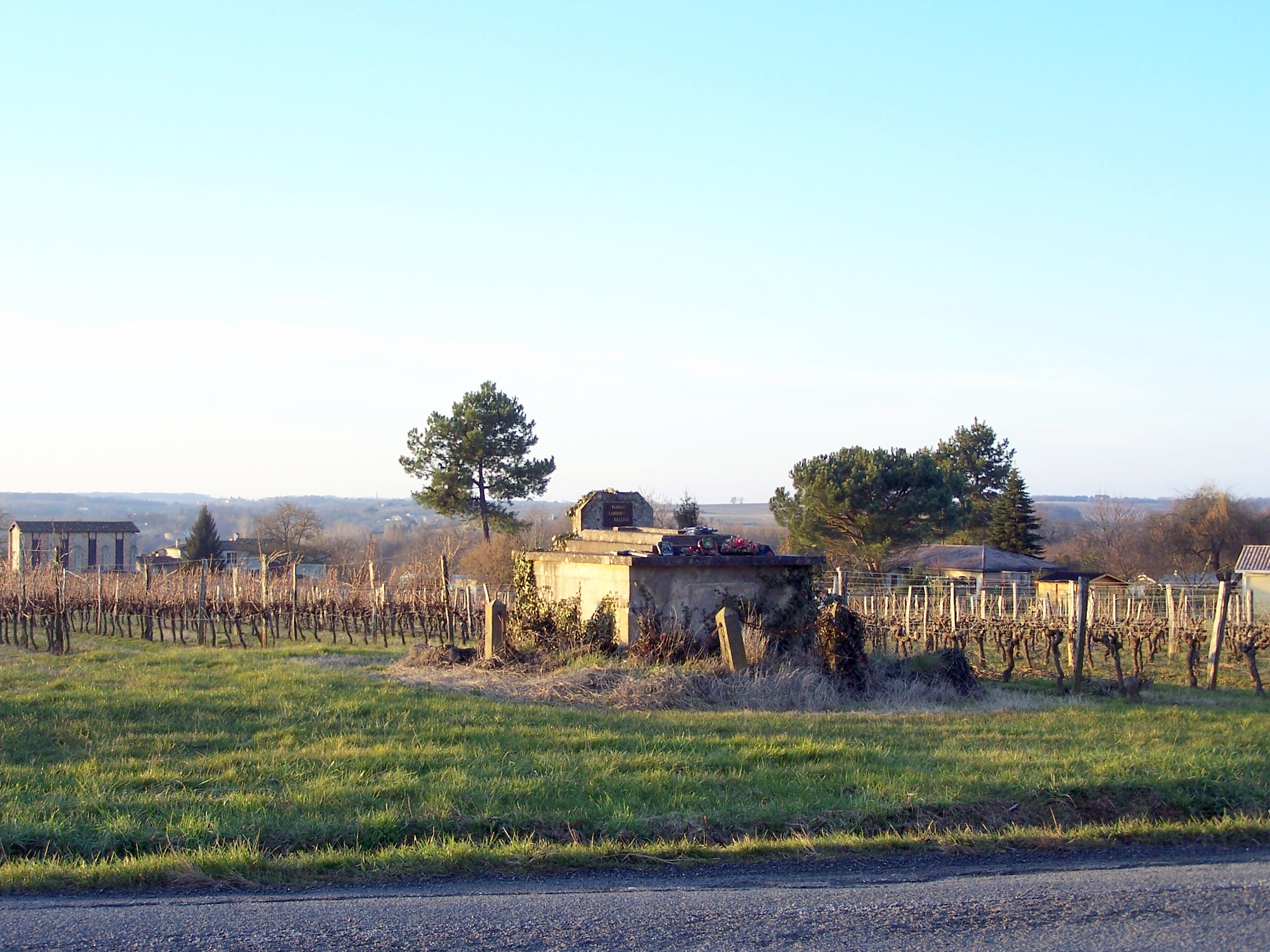
Tombe isolée, le long d'une route, d'un protestant à l'époque où l'enterrement au cimetière paroissial était refusé aux membres de la religion réformée (fév. 2010)
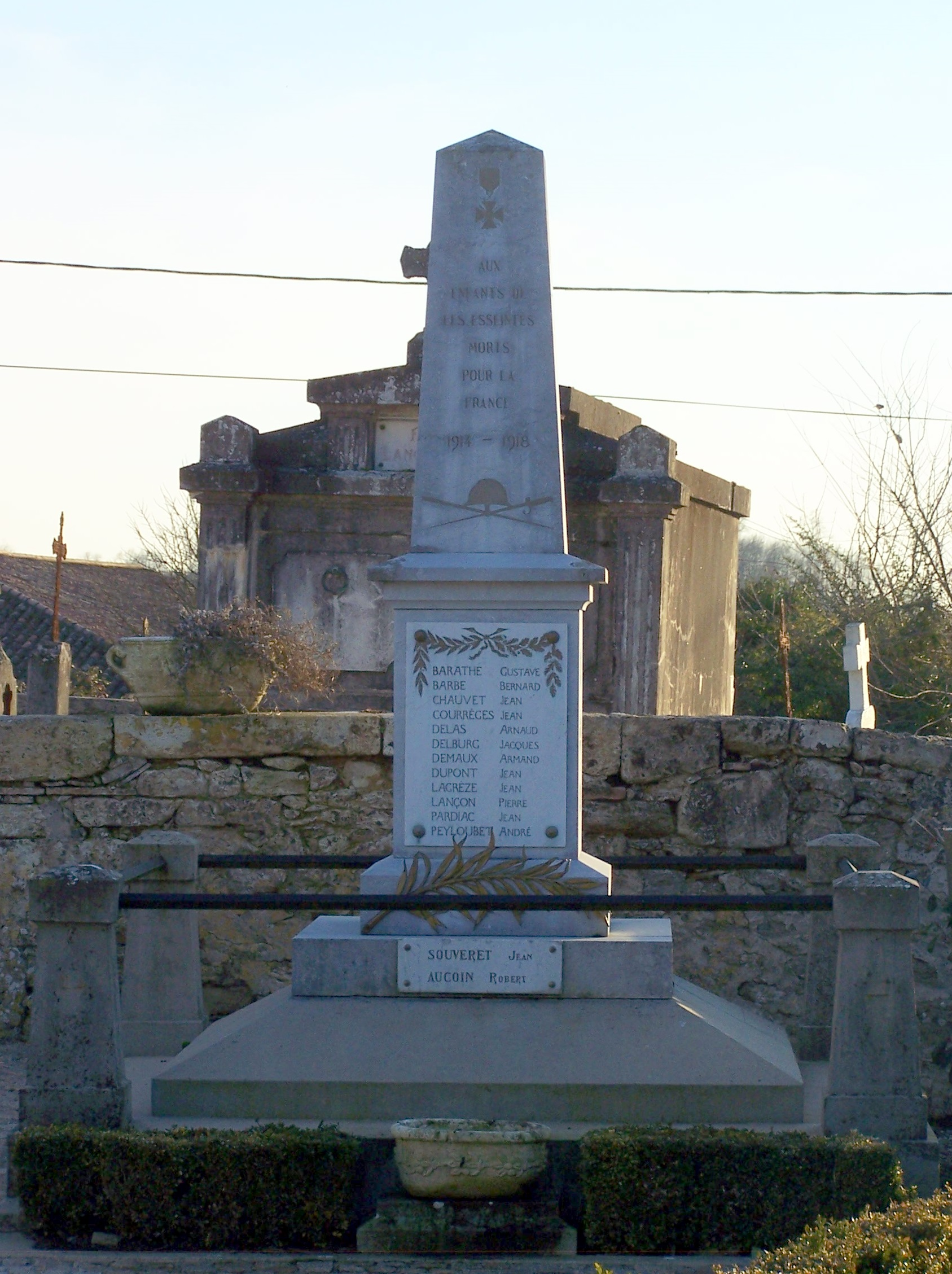
Le monument aux morts le long de l'enceinte du cimetière (fév. 2010)

## Personnalités liées à la commune
- Jean-Baptiste Dudon d'Envals, né le 2 août 1765 à Bordeaux, mort le 27 février 1836, curé des Esseintes. Un résumé de sa biographie figure sur la stèle érigée sur sa tombe dans le cimetière du village. Il n'entra au grand séminaire qu'après la mort de sa femme (épousée en Westphalie) et l'établissement de ses enfants.
- Gabriel Chaigne (1859-1910), homme politique, député de la Gironde de 1902 à 1910.